# Seo Yi-ra
Seo Yi-ra (서이라?; Seul, 31 ottobre 1992) è un pattinatore di short track sudcoreano.

## Carriera
Ha vinto la medaglia di bronzo ai Giochi olimpici invernali di Pyeongchang 2018 nel concorso dei 1.000 metri

## Palmarès
- Olimpiadi

Pyeongchang 2018: bronzo nei 1000 m.
- Mondiali

Rotterdam 2017: oro in classifica generale e nei 1000 m, argento nei 3000 m e bronzo nei 500 m e nei 1500 m.
Rotterdam 2024: argento nella staffetta 5000 m.
Pechino 2025: bronzo nella staffetta 5000 m.
- World Junior Championships

Courmayeur 2011: oro in classifica generale